# Vojvodstvo Livonija
Vojvodstvo Livonija (polj. Księstwo Zadźwińskie ili Księstwo Inflanckie, lit. Livonijos kunigaikštystė, est. Üleväina-Liivimaa hertsogkond, lat. Pārdaugavas hercogiste, lat. Ducatus Ultradunensis) poznata i kao Poljska Livonija bila je vazal Velike Kneževine Litve, a kasnije Poljsko-Litavske Unije koja je postojala od 1561. do 1621. godine.
Prostirala se na teritoriju današnje sjeverne Latvije i južne Estonije.

## Povijest
Tijekom 16. stoljeće Terra Mariana postala je predmetom pretenzija između Kraljevine Danske, Kraljevine Švedske, Ruskog Carstva i Poljsko-Litavske Unije.
Ruski car Ivan IV. Grozni napao je 1558. Terra Marianu i time započeo Livonski rat 1558. - 1583. 
Istovremeno su i postrojbe Poljsko-Litavske Unije napale jug Terre Mariane.
Nesposoban da se dalje brani veliki majstor Livonskog reda (grana Teutonskog Reda) Gotthard Kettler, predao je 1561. jug Terre Mariane Poljsko-Litavskoj Uniji, koja je ubrzo sekularizirala svoju novu domenu,
i kasnije podijelila na dva vojvodstva; Kneževinu Kurlaniju i Semigaliju (dio današnje Latvije između zapadne obale Rijeke Daugave i Baltičkog mora) kao domenu Velike Kneževine Litve i Vojvodstvo Litvaniju (dio sjeverne Latvije i južne Estonije) kao zajedničku poljsko-litavsku domenu.
Nakon Sedmogodišnjeg rata i Livonskog rata, kad je Stjepan Bathory prodro u Rusiju, i primorao je na sklapanje Mira u Jam-Zapoljskom, Poljsko-Litavska Unija učvrstila je svoju vlast u Terra Mariani, ali bez Estonije i Zapadnoestonskog otočja.
Poljske pretenzije na Estoniju i spor oko švedskog prijestolja doveli su do Švedsko-poljskog rata 1601. u kojem je Kraljevina Švedska 1621. zauzela Rigu a potom 1625. i Tartu. Nakon tih poraza Poljsko-Litavska Unija bila je prisiljena prepustiti Kraljevini Švedskoj svoje vojvodstvo.

## Vanjske poveznice
- Przyłączenie Rygi do Rzeczpospolitej Obojga Narodów (1561–1581)  Arhivirana inačica izvorne stranice od 17. prosinca 2021. (Wayback Machine) (polj.)